# Patriarch
De term patriarch (Grieks: πατήρ, pater, "vader"; Latijn: pater, "vader" en ἄρχων archon, "leider" of "heerser") wordt zowel in het jodendom als het christendom gebruikt ter aanduiding van een geestelijke leider of een geestelijke vader. In het oosters christendom, maar ook in de Latijnse Kerk, worden bepaalde kerkleiders "patriarch" genoemd.
De term patriarch gebruikt men ook voor een oude wijze man. De vrouwelijke tegenhanger kan dan een matriarch zijn.

## Patriarchen in het Oude Testament
In het jodendom is een patriarch een aartsvader. Abraham, Isaak en Jakob zijn de aartsvaders.

## Patriarchen in het christendom
In het kerkelijk recht van het christendom is een patriarch een (aarts)bisschop met volmachten over een groot kerkelijk gebied, het patriarchaat.
De bisschoppen van Alexandrië (Egypte), Antiochië (Syrië) en Rome (het Westen) werden vanouds als patriarchen erkend. Dit hing samen met de apostolische oorsprong van hun bisschopszetels.
Later kregen de bisdommen van Constantinopel (in 381), als toenmalig machtscentrum van het Oost-Romeinse Rijk, en van Jeruzalem (in 451), als de stad waar Christus gekruisigd, gestorven en herrezen was, eveneens de benaming van patriarchaat.
In de oosterse kerken wordt de titel van patriarch gebruikt voor diegene die aan het hoofd van een patriarchaat staat.
Het oecumenisch patriarchaat van Constantinopel bezit sinds het Groot Schisma van 1054 een bijzonder statuut. Na de verovering van Constantinopel door de Turken in 1453 brokkelden het gezag én het jurisdictiegebied van de patriarch van Constantinopel steeds meer af, al is hij tot op heden de "primus inter pares" (de eerste tussen gelijken) binnen de orthodoxie. Zie ook: Lijst van patriarchen van Constantinopel
In de Rooms-Katholieke Kerk is de titel in gebruik als eretitel voor de aartsbisschoppen van Venetië, Lissabon en Goa. De patriarchen van Lissabon droegen en gebruikten in hun wapenschild tot voor kort een tiara.
De oosters-katholieke kerken of geünieerde Kerken hebben hun patriarchaatstitel na de unie met Rome behouden. Daarom staan patriarchen aan het hoofd van de Koptisch-Katholieke Kerk, de Melkitische Grieks-Katholieke Kerk, de Syrisch-Katholieke Kerk, de Maronitische Kerk, de Chaldeeuws-Katholieke Kerk en de Armeens-Katholieke Kerk.
Oosterse Patriarchen gebruiken in de liturgie een bijzondere Patriarchale staf. Deze staf zien we ook terug in de heraldische wapens van de patriarchen.

### Patriarchen van deNestoriaanse kerken
| Patriarchaat | Land | Kerk                           | Patriarch               | Rang                 |
| ------------ | ---- | ------------------------------ | ----------------------- | -------------------- |
| Babylon      | Irak | Assyrische Kerk van het Oosten | Mar Awa III             | katholikos-patriarch |
| Bagdad       | Irak | Oude Kerk van het Oosten       | Mar Gewargis III Younan | katholikos-patriarch |

### Patriarchen van deoriëntaals-orthodoxe kerken
| Patriarchaat             | Land              | Kerk                                                        | Patriarch                      | Rang                 |
| ------------------------ | ----------------- | ----------------------------------------------------------- | ------------------------------ | -------------------- |
| Alexandrië               | Egypte            | Koptisch-Orthodoxe Kerk                                     | Theodorus II                   | paus-patriarch       |
| Antiochië                | Syrië             | Syrisch-Orthodoxe Kerk                                      | Ignatius Aphrem II Karim       | patriarch            |
| Antiochië                | India             | Malankara Jacobitisch-Syrisch-Christelijke Kerk             | vacant                         | katholikos           |
| Armenië (Edzjmiatsin)    | Armenië           | Armeens-Apostolische Kerk                                   | Karekin II                     | katholikos-patriarch |
| Armenië (Antelias)       | Libanon           | Armeens-Apostolische Kerk                                   | Aram I                         | katholikos-patriarch |
| Armenië (Constantinopel) | Turkije           | Armeens-Apostolische Kerk                                   | Sahag II Mashalian             | patriarch            |
| Armenië (Jeruzalem)      | Israël/ Palestina | Armeens-Apostolische Kerk                                   | Nourhan Manougian              | patriarch            |
| Eritrea                  | Eritrea           | Eritrees-Orthodoxe Kerk                                     | vacant                         | patriarch            |
| Ethiopië                 | Ethiopië          | Ethiopisch-Orthodoxe Kerk                                   | Aboena Mathias                 | katholikos-patriarch |
| India                    | India             | Malankaarse Syrisch-Orthodoxe Kerk (Indiaas-Orthodoxe Kerk) | Baselios Mar Thoma Mathews III | katholikos           |

### Patriarchen van deoosters-orthodoxe kerken
| Patriarchaat   | Land              | Kerk                         | Patriarch      | Rang                  |
| -------------- | ----------------- | ---------------------------- | -------------- | --------------------- |
| Alexandrië     | Egypte            | Grieks-orthodox patriarchaat | Theodorus II   | paus-patriarch        |
| Antiochië      | Syrië             | Grieks-orthodox patriarchaat | Johannes X     | patriarch             |
| Bulgarije      | Bulgarije         | Bulgaars-Orthodoxe Kerk      | Daniel         | patriarch             |
| Constantinopel | Turkije           | Oecumenisch patriarchaat     | Bartholomeus I | oecumenisch patriarch |
| Georgië        | Georgië           | Georgisch-Orthodoxe Kerk     | Ilia II        | katholikos-patriarch  |
| Jeruzalem      | Israël/ Palestina | Grieks-orthodox patriarchaat | Theofilus III  | patriarch             |
| Moskou         | Rusland           | Russisch-Orthodoxe Kerk      | Kirill         | patriarch             |
| Roemenië       | Roemenië          | Roemeens-Orthodoxe Kerk      | Daniel         | patriarch             |
| Servië         | Servië            | Servisch-Orthodoxe Kerk      | Porfirije      | patriarch             |

### Patriarchen van deKatholieke Kerk

#### Patriarchen van deoosters-katholieke kerken
| Patriarchaat | Land    | Kerk                               | Patriarch                          | Rang                         |
| ------------ | ------- | ---------------------------------- | ---------------------------------- | ---------------------------- |
| Alexandrië   | Egypte  | Koptisch-Katholieke Kerk           | Ibrahim Isaac Sidrak               | patriarch                    |
| Antiochië    | Libanon | Maronitische Kerk                  | Béchara Boutros Raï                | patriarch/kardinaal          |
| Antiochië    | Syrië   | Melkitische Grieks-Katholieke Kerk | Youssef I Absi Gregorios III Laham | patriarch patriarch-emeritus |
| Antiochië    | Libanon | Syrisch-Katholieke Kerk            | Ignace Joseph III Younan           | patriarch                    |
| Bagdad       | Irak    | Chaldeeuws-Katholieke Kerk         | Louis Raphaël I Sako               | patriarch/kardinaal          |
| Cilicië      | Armenië | Armeens-Katholieke Kerk            | Raphaël Bedros XXI Minassian       | katholikos-patriarch         |

##### Grootaartsbisschoppenvan deoosters-katholieke kerken
| Grootaartsbisdom      | Land     | Kerk                              | Grootaartsbisschop                | Rang                                                     |
| --------------------- | -------- | --------------------------------- | --------------------------------- | -------------------------------------------------------- |
| Kiev                  | Oekraïne | Oekraïense Grieks-Katholieke Kerk | Svjatoslav Sjevtsjoek             | grootaartsbisschop                                       |
| Făgăraș en Alba Iulia | Roemenië | Roemeense Grieks-Katholieke Kerk  | Lucian Mureşan                    | grootaartsbisschop/kardinaal                             |
| Ernakulam-Angamaly    | India    | Syro-Malabar-Katholieke Kerk      | Raphael Thattil George Alencherry | grootaartsbisschop grootaartsbisschop-emeritus/kardinaal |
| Trivandrum            | India    | Syro-Malankara-Katholieke Kerk    | Baselios Cleemis                  | grootaartsbisschop-katholikos/kardinaal                  |

Merk op dat patriarchen en grootaartsbisschoppen van de oosters-katholieke kerken - die met de Rooms-Katholieke Kerk geünieerd zijn - tot kardinaal van deze kerk verheven kunnen worden. Patriarchen krijgen dan de rang van kardinaal-bisschop zonder toekenning van een suburbicair bisdom; grootaartsbisschoppen worden gewoonlijk kardinaal-priester.

#### Patriarchen van deLatijnse Kerk
| Patriarchaat                       | Land              | Patriarch                                                      | Rang                                   |
| ---------------------------------- | ----------------- | -------------------------------------------------------------- | -------------------------------------- |
| Latijns patriarchaat van Jeruzalem | Israël/ Palestina | Pierbattista Pizzaballa Fouad Twal Michel Sabbah               | patriarch/kardinaal patriarch-emeritus |
| Lissabon                           | Portugal          | Rui Manuel Sousa Valério Manuel Macário do Nascimento Clemente | patriarch patriarch-emeritus           |
| Venetië                            | Italië            | Francesco Moraglia Angelo Scola                                | patriarch patriarch-emeritus           |

##### Titulaire patriarchaten
| Patriarchaat | Land   | Opmerkingen                                                                                              |
| ------------ | ------ | --- |
| Oost-Indië   | India  | titulair patriarchaat sinds 1886; huidige titelhouder is Filipe Neri António Sebastião do Rosário Ferrão |
| West-Indië   | Spanje | titulair patriarchaat sinds 1524; vacant sinds 1963                                                      |

##### Voormalige patriarchaten
| Patriarchaat                            | Land    | Opmerkingen                                                                               |
| --------------------------------------- | ------- | ----------------------------------------------------------------------------------------- |
| Latijns patriarchaat van Alexandrië     | Egypte  | ingesteld in 451; titulair patriarchaat sinds 1219; vacant sinds 1954; opgeheven in 1964  |
| Latijns patriarchaat van Antiochië      | Syrië   | ingesteld in 325; titulair patriarchaat sinds 1098; vacant sinds 1953; opgeheven in 1964  |
| Aquileia                                | Italië  | ingesteld in 560; opgeheven in 1751                                                       |
| Latijns patriarchaat van Constantinopel | Turkije | ingesteld in 1205; titulair patriarchaat sinds 1286; vacant sinds 1948; opgeheven in 1964 |
| Grado                                   | Italië  | ingesteld in 570; in 1451 omgezet in patriarchaat Venetië                                 |
| Patriarchaat van het Westen             | Italië  | opgeheven in 2006                                                                         |

## Afbeeldingen

Patriarchaal processiekruis met twee armen waarvan de onderste langer dan de bovenste is
Wapen van een patriarch van de Rooms-Katholieke Kerk die géén kardinaal is
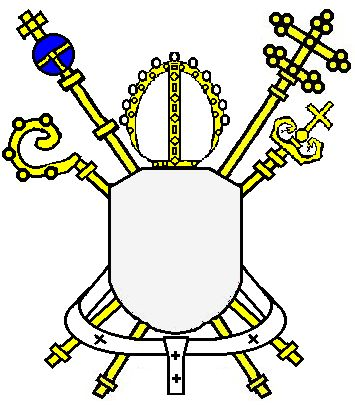
Wapen van een Armeens patriarch met doctorstitel
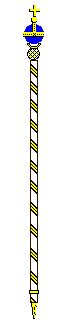
Patriarchale staf